# Heinrich Nikolaus Faust von Stromberg

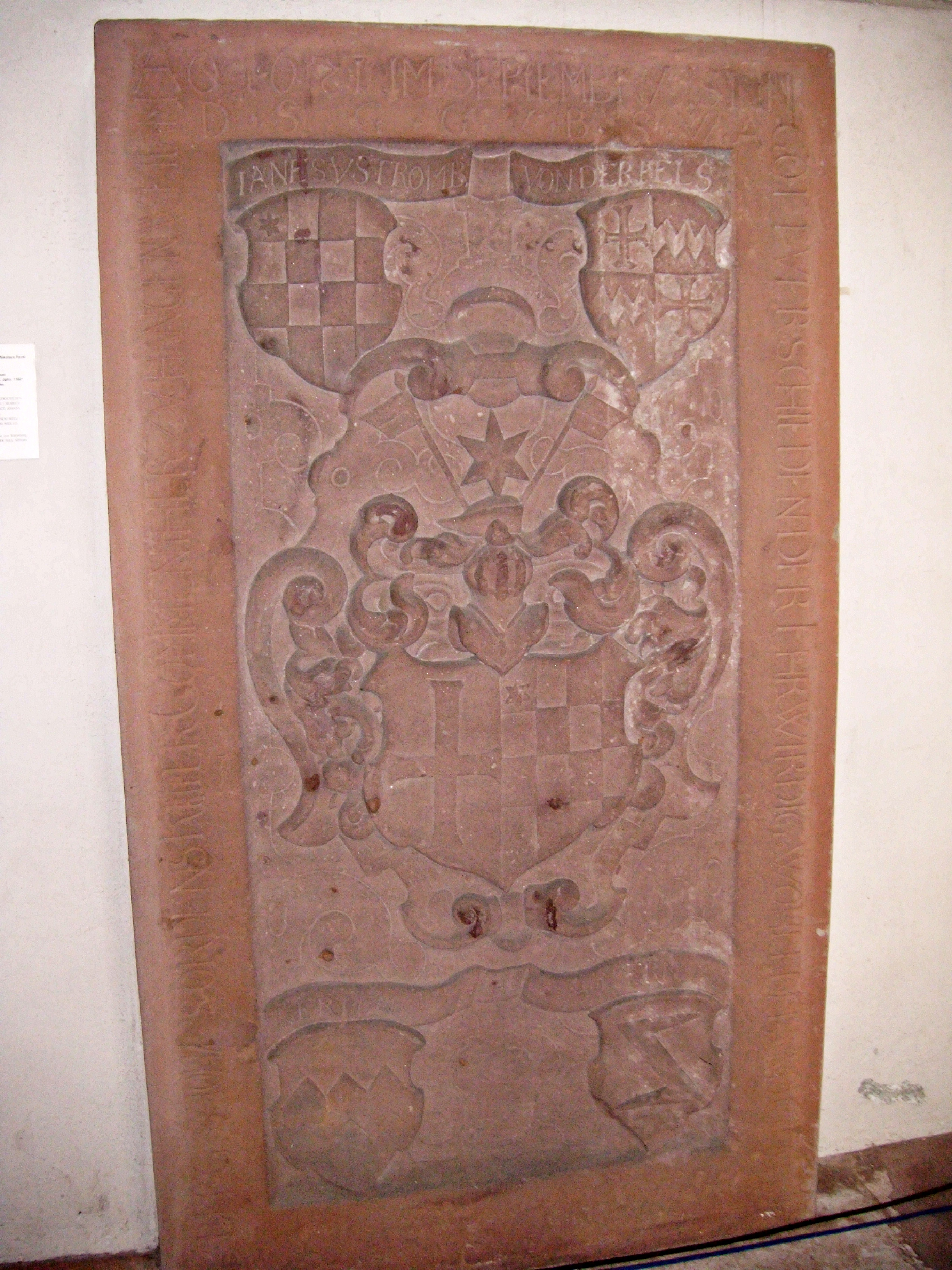
Wappengrabstein im Stadtmuseum Worms

Heinrich Nikolaus Faust von Stromberg († September 1621) war ein rheinischer Adeliger und Komtur des Johanniter-Ordens, dem heutigen Malteserorden. Sein qualitativer Wappengrabstein hat sich im Stadtmuseum Worms erhalten.

## Herkunft
Er entstammte dem alten, nunmehr ausgestorbenen Adelsgeschlecht der  Faust von Stromberg. Seine Eltern waren Johann Friedrich Faust von Stromberg und dessen Gattin Eva von der Fels.

## Leben

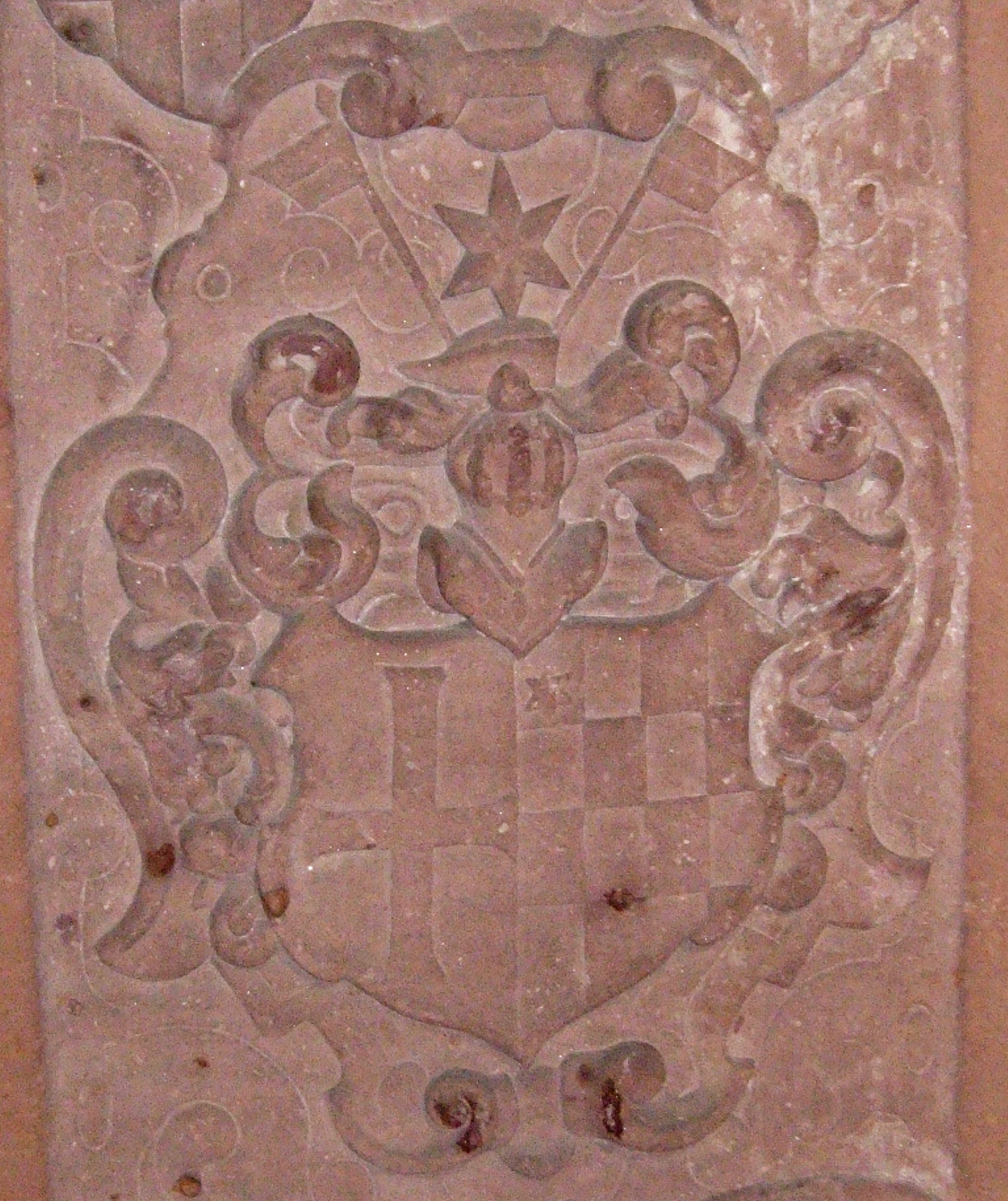
Komturwappen vom Grabstein (vom Beschauer rechts das Familienwappen Faust von Stromberg)

Heinrich Nikolaus Faust von Stromberg trat in den Johanniter-Orden ein und avancierte hier bis zum Ordenskomtur. Dieses Amt übte er in der Kommende Hangen-Weisheim, Rheinhessen aus. Zuletzt scheint er sich in Worms aufgehalten zu haben. Hier wurde er 1621 beigesetzt, in der nicht mehr existenten Kreuzkapelle des Johanniterhofes.
Sein Wappengrabstein gelangte von dort in das als Stadtmuseum dienende Andreasstift, wo er in der inneren Langhaus-Nordwand der ehemaligen Kirche eingelassen ist. Er trägt die Inschrift: „Anno 1621 im Septembry ist in Gott verschieden der ehrwirdig wohledel und gestreng Heinrich Nikolaus Faust von Stromberg, Sanct Johans Ordens Ritter, Commenther zu Hangenweilam, dessen Seel Gott gnedig und barmherzig sein wolle. Amen.“ Darüber hinaus zeigt das Grabmal ein großes persönliches Wappen des Komturs, hälftig aus dem Ordenskreuz und hälftig aus dem Familienwappen Faust von Stromberg bestehend. In den vier Ecken sitzen die Ahnenwappen Faust von Stromberg, von der Fels, von Kerpen und von Sötern. 
Seine Großmutter war Margareta Faust von Stromberg geb. von Kerpen. Über sie ist Heinrich Nikolaus Faust von Stromberg verwandt mit dem 1627 ermordeten Johanniter-Ritter Johann Walter von Kerpen; ihre Urgroßväter waren Brüder.